# حسن علی ابراهیم
حسن علی ابراهیم (عربی: حسن علي ابراهيم علي أحمد البلوشي؛ زادهٔ ۱۶ دسامبر ۱۹۸۱) بازیکن فوتبال اصالتا بلوچ اهل امارات متحده عربی است.
از باشگاه‌هایی که در آن بازی کرده‌است می‌توان به باشگاه فوتبال شباب الاهلی امارات، باشگاه فوتبال الوصل امارات، باشگاه فوتبال الامارات امارات اشاره کرد.
وی همچنین در تیم ملی فوتبال امارات بازی کرده است.